# Hylonycteris underwoodi
Hylonycteris underwoodi — вид родини листконосові (Phyllostomidae), ссавець ряду лиликоподібні (Vespertilioniformes, seu Chiroptera).

## Етимологія
Родова назва походить від грецьких слів, що означають ліс і кажан. Вид названий на честь C.F.Underwood, котрий здобув зразок, на основі якого Томас зробив оригінальний опис роду і виду.

## Морфологічні особливості
Довжина голови і тіла від 48 до 60 мм, довжина передпліччя між 31 і 34 мм, довжина хвоста від 3 до 10 мм, довжина стопи від 7 до 11 мм, довжина вух від 9 до 13 мм і вага до 12 гр. Спинна частина чорно-бура, голова темніша. Черевна частина темного сіро-коричневого кольору. Писок подовжений і конічний. Язик довгий і розширюваний. Вуха короткі і округлі. Зубна формула: 2/0, 1/1, 2/3, 3/3 = 30. Каріотип, 2n=16 FN=24.

## Екологія
Лаштує сідала в невеликих печерах і водопропускних трубах невеликими групами по 2-8 осіб. Пилок, фрукти і комахи споживає на додаток до нектару. Пологи відбуваються в період з лютого по квітень і з серпня по листопад. Єдине маля народжується за раз.

## Середовище проживання
Країни поширення: Беліз, Коста-Рика, Сальвадор, Гватемала, Гондурас, Мексика, Нікарагуа, Панама. Висота проживання: від низовин до 2600 м. Живе у вічнозелених лісах; також зустрічається в листяних лісах і вологих тропічних гірських лісах.